# りえむら
『りえむら』は、2004年4月2日から2005年9月30日まで関西テレビで放送された情報バラエティ番組である。

## 概要
関西テレビアナウンサー女子アナ三姉妹のひとりである村西利恵の冠番組で、前番組『よるけぃ』の構成を引き継いでいる深夜番組である。番組構成は、ゲストトークや関西テレビに絡むエンターテインメント情報の告知等をメインに構成。スカパー!の関西テレビ☆京都チャンネルでも放送されていた。
2005年9月、村西が『FNNスーパーニュースほっとKANSAI』のスポーツキャスター就任を受けて番組終了。この番組に出演していたnewnewは、後番組である『南海パラダイス!』に引き続き出演した。

## 放送時間

### 放送終了時
- 金曜 24:55 - 25:55 （2004年4月 - 2004年9月）

### 過去
- 金曜 24:55 - 25:50 （2004年10月 - 2005年3月）
- 金曜 25:05 - 26:00 （2005年4月 - 2005年9月）

## 出演者
- 村西利恵（関西テレビアナウンサー）
- newnew（高見こころ、前川美奈、西浦真帆[1]、赤松悠実、武末優樹、神谷ゆう子）
- newnew卒業生（溝口麻衣、北神朋美、岡田由麻）

## コーナー
- トークコーナー

毎週1組ゲストを呼び、村西とnewnewで「フリートーク」を行う。
- 企画推進部

VTR企画コーナーで「りえとnewnewのお宝映像」、「newnew悩み相談室」、「コンビnewnew」等毎週別々の企画行う。
- ロケnewコーナー

newnewが色々なことに挑戦するVTRコーナー。
- ナビnew

話題の情報紹介コーナーで、情報をスタジオもしくはVTRで紹介する。
- とりよせnewnew

毎週、お取り寄せグルメをスタジオで紹介し、そのグルメに関するアンケートを視聴者から番組モバイルサイトで募集し、結果を紹介する。

## スタッフ
- 構成：やまだともカズ、岸本尚久、野口勉
- TD ：田中士郎
- CAM ：鈴木智雄
- VE：大須賀朋尚
- 音声：宮島雅俊
- 照明：中島啓
- VTR編集：岩佐周悟
- 効果：桂英一
- 美術プロデューサー：古江薫
- セットデザイン：井内克信
- 美術進行：中越章浩
- 大道具：サンケイビルテクノ
- 装飾：高津商会
- 電飾：ズイコー21
- メイク：パウダー
- 衣裳：CIEL
- タイトル：藤田真規
- TK：中島多実子
- 編成：高島公美
- 広報：松本光正
- ディレクター：岸本陽介
- AP：辻本千賀
- プロデューサー：山口泰弘
- 制作協力：エルフ・エージェンシー、Jワークス、クリエイティブ勇気

## ネット局
| 放送対象地域 | 放送局                    | 系列           | 放送日時             | 放送開始日 | 備考                                                          |
| ------------ | ------------------------- | -------------- | -------------------- | ---------- | ------------------------------------------------------------- |
| 近畿広域圏   | 関西テレビ                | フジテレビ系列 | 金曜日 25:05 - 26:00 | 2004年4月  | 制作局                                                        |
| 日本全域     | 関西テレビ☆京都チャンネル | CS放送         | 水曜日 25:00 - 25:55 | 不明       | リピート放送あり リピート放送の頻度と日時は時期によって異なる |